# Lythrum
Genre
Lythrum (les salicaires) est un genre de plantes à fleurs de la famille des Lythracées. L'espèce la plus connue est la salicaire commune (Lythrum salicaria).

## Description
Ce sont des plantes herbacées à feuilles simples. Les fleurs sont hermaphrodites, généralement à six sépales et à six pétales. Ces derniers sont libres, de couleur rose ou pourprée. Le nombre d'étamines varie de 4 à 12. Les fruits sont des capsules. La plupart des espèces poussent dans les lieux humides ou détrempés.

## Principales espèces
- Lythrum acutangulum Lag.
- Lythrum borysthenicum (Schrank) Litv.
- Lythrum hyssopifolia L.
- Lythrum junceum Banks & Sol.
- Lythrum portula (L.) D.A.Webb
- Lythrum salicaria L.
- Lythrum thesioides M.Bieb.
- Lythrum thymifolium L.
- Lythrum tribracteatum Salzm. ex Spreng.
- Lythrum virgatum L.
- Lythrum × scabrum Simkovics

## Illustrations

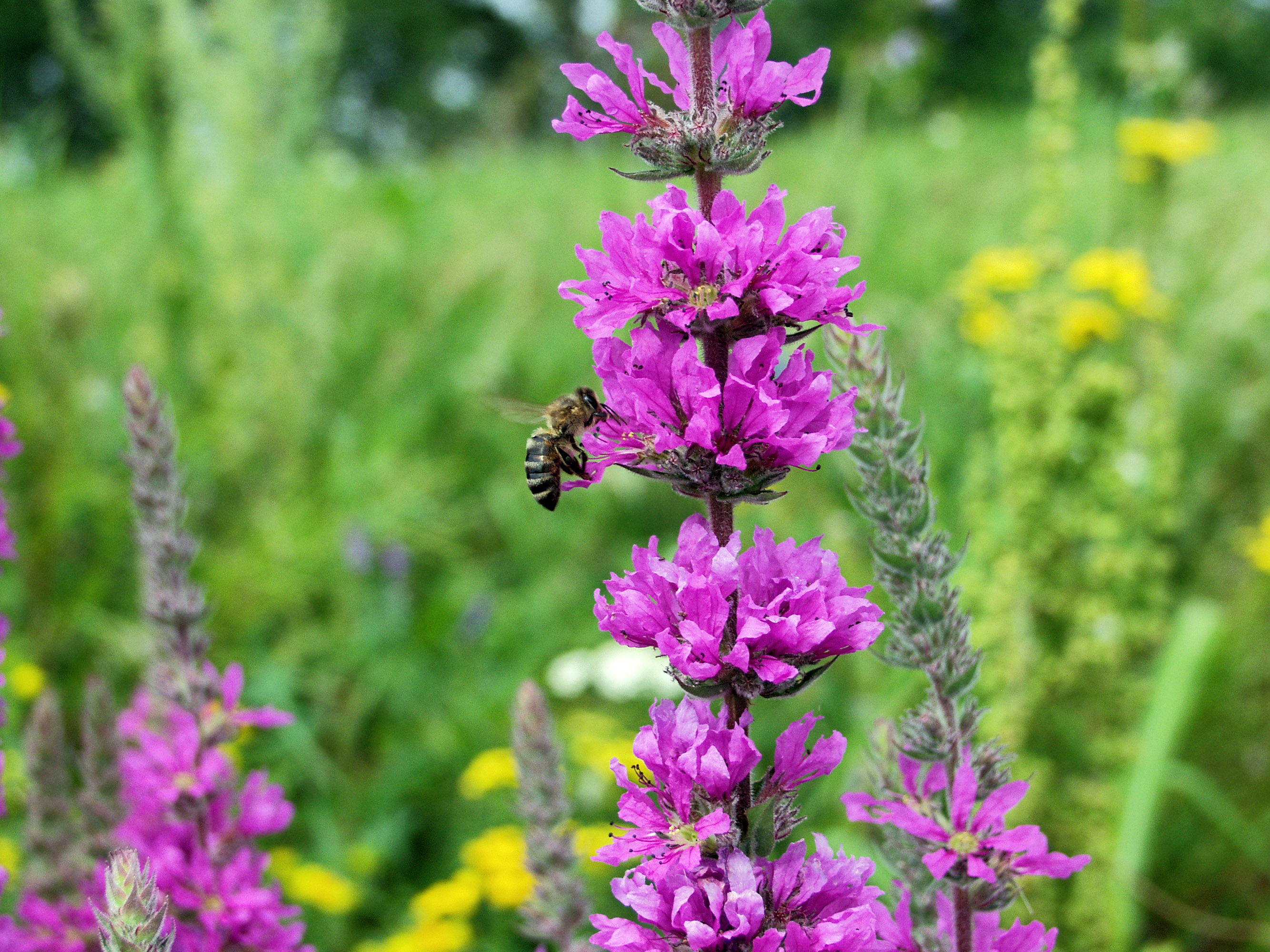
Abeille butinant une salicaire dans la région de Volgograd.
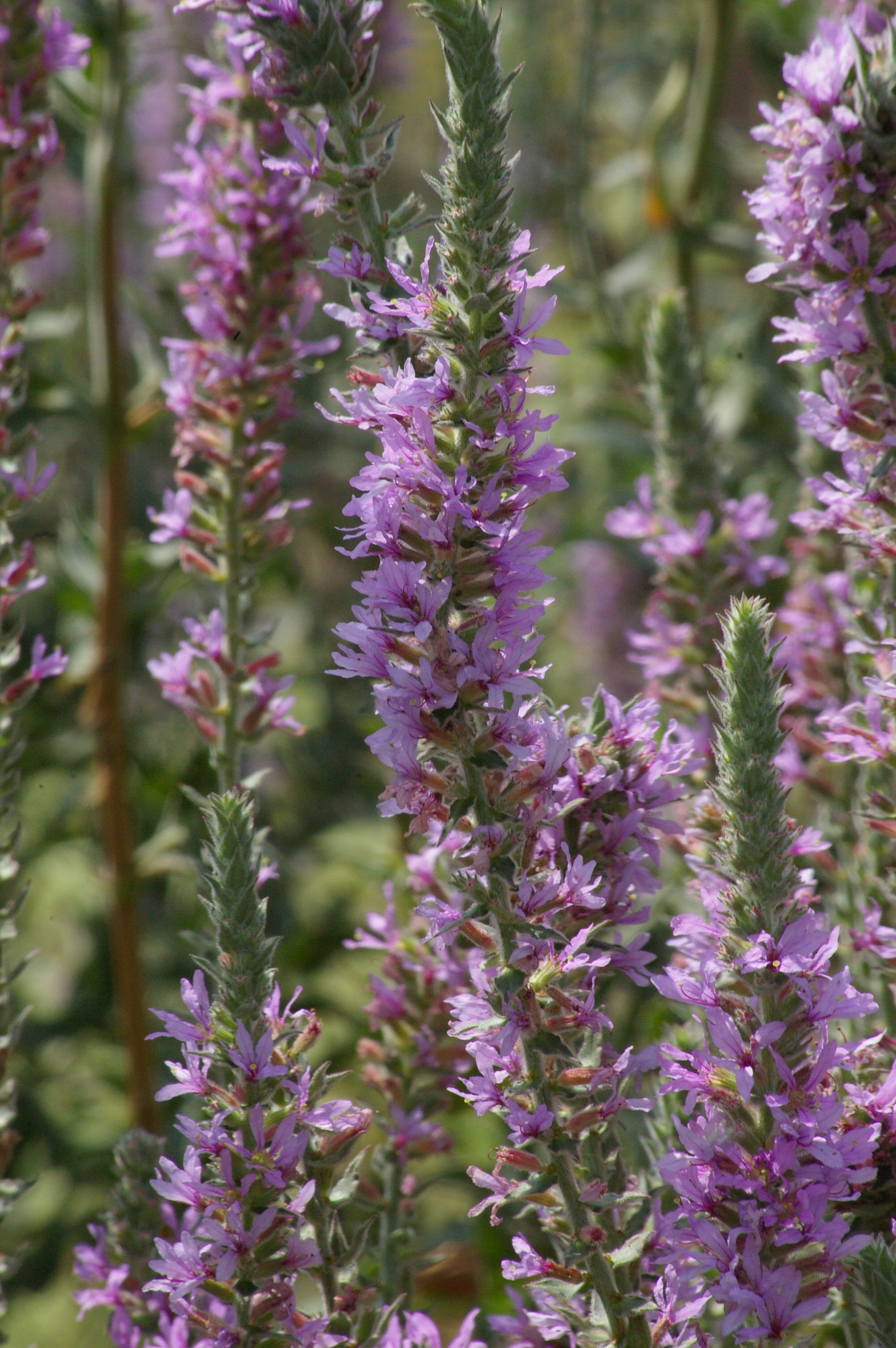
Fleurs de salicaire en Israël.
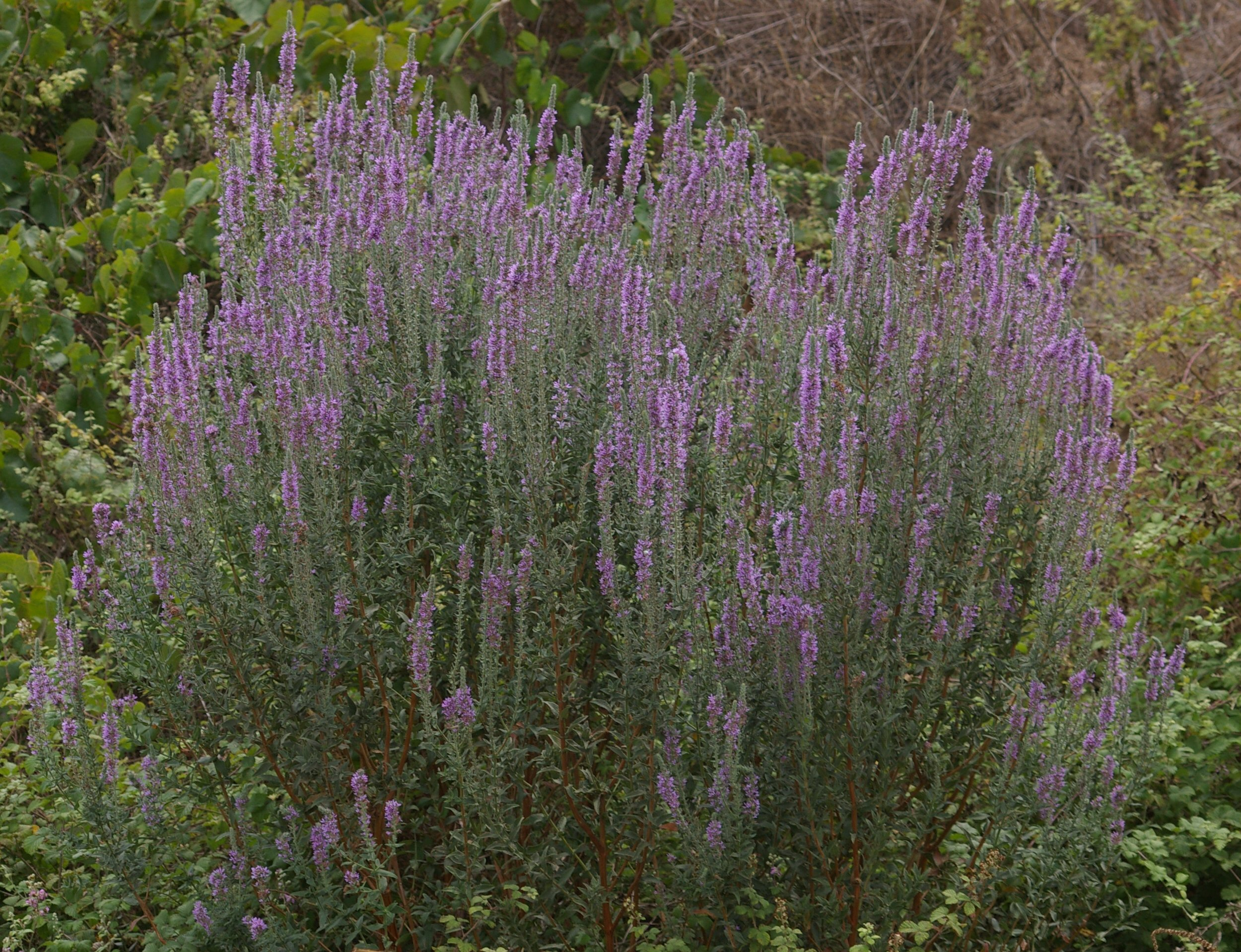
Buisson de salicaires.